# 圣巴勃罗-德塞古列斯
桑特保德塞古列斯，是西班牙加泰罗尼亚赫罗纳省的一个市镇。总面积9平方公里，总人口645人（2001年），人口密度72人/平方公里。